# Ralf Göbel
Ralf Göbel (* 19. Juli 1961 in Morlautern, Rheinland-Pfalz) ist ein deutscher Politiker (CDU).

## Leben und Beruf
Nach dem Abitur 1980 in Kaiserslautern studierte Göbel Rechts- und Staatswissenschaften an der Johannes Gutenberg-Universität Mainz und der Universität Trier, welches er 1986 mit dem ersten juristischen Staatsexamen beendete. Während des anschließenden Referendariats absolvierte Göbel ein Ergänzungsstudium an der Deutschen Hochschule für Verwaltungswissenschaften in Speyer, das er 1989 mit dem akademischen Grad eines Mag.rer.publ. abschloss. Nachdem er 1989 das zweite Staatsexamen abgelegt hatte, trat er als Referent für Umweltrecht in den Dienst der Bezirksregierung Rheinhessen-Pfalz ein. 1990 wechselte er als Sozialdezernent zur Kreisverwaltung Germersheim und war von 1993 bis 2002 schließlich als Abteilungsleiter beim Polizeipräsidium Rheinpfalz in Ludwigshafen am Rhein tätig. Von 1997 bis 2002 hatte Göbel außerdem einen Lehrauftrag an der Deutschen Verwaltungshochschule in Speyer. Von 1996 bis 2009 gehört er dem Justizprüfungsamt des Landes Rheinland-Pfalz an.
Göbel war von 1997 bis zum 24. August 2007 Vorsitzender des CDU-Kreisverbandes Landau und gehörte von 1999 bis 2009 dem Vorstand des CDU-Bezirksverbandes Rheinhessen-Pfalz an.
Göbel gehörte von 1999 bis 2009 dem Stadtrat von Landau in der Pfalz an. 
Von 2002 bis zum Frühjahr 2009 war er Mitglied des Deutschen Bundestages und stellvertretender Innenpolitischer Sprecher der CDU/CSU-Bundestagsfraktion sowie Obmann der CDU/CSU im Innenausschuss.
Ralf Göbel ist stets als direkt gewählter Abgeordneter des Wahlkreises Südpfalz in den Bundestag eingezogen. Bei der Bundestagswahl 2005 erreichte er hier 43,2 % der Erststimmen.
Im Frühjahr 2009 gab Göbel sein Bundestagsmandat zurück, um am 1. März 2009 das Amt eines Vizepräsidenten des Bundespolizeipräsidiums in Potsdam zu übernehmen. Seit Beginn des Jahres 2010 ist Göbel im Bundesinnenministerium tätig, zunächst als Ständiger Vertreter des Abteilungsleiters Bundespolizei, seit dem 16. Juni 2014 als Ständiger Vertreter des Abteilungsleiters Sport. Seit Mai 2012 ist Göbel (ehrenamtlich) Vorsitzender des Verwaltungsrates der europäischen Grenzschutzagentur FRONTEX mit Sitz in Warschau.
Ralf Göbel ist verheiratet.